# روبرت إي. بارسونز
روبرت إي. بارسونز (بالإنجليزية: Robert E. Parsons)‏ هو سياسي أمريكي، ولد في 15 أبريل 1892 في فارمنغتون في الولايات المتحدة، وتوفي في 18 يوليو 1966. حزبياً، نشط في الحزب الجمهوري. وقد انتخب عضو مجلس نواب كونيتيكت.